# 騎士蒂朗
《騎士蒂朗》是一部由華倫西亞騎士祖亞諾·馬杜尼所著的騎士小說，於他去世之後的1490年，才由馬蒂·祖安·德·加爾巴在華倫西亞出版。此書原名意為「白騎士蒂朗」，卽本書主角。這部小說是最廣為人知的中世紀華倫西亞語文學之一，還因它對米格爾·德塞萬提斯的影響而在西方小說的演化史中扮演了重要角色。
小說的名字在現代華倫西亞語中拼作，但其實在它的原名中的是不發音的。

## 故事概要

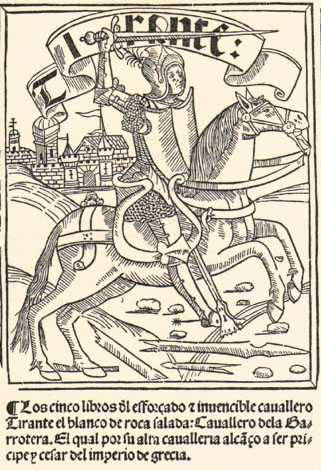
《騎士蒂朗》的首版卡斯蒂利亞語譯本扉頁圖，1511年在華亞度列出版。

《騎士蒂朗》講述了一名來自布列塔尼的中世紀騎士「白臉蒂朗」的一系列橫跨歐洲的冒險歷程。他在英國和法國參與騎士競賽，直到拜占庭帝國的皇帝請他幫忙對抗鄂圖曼土耳其人，當時這幫伊斯蘭入侵者一直是帝國首都君士坦丁堡的巨大威脅。蒂朗接受請求前往拜占庭，皇帝冊封他為大公，並任命其為軍隊統帥。他率軍擊敗土耳其人，將帝國從毀滅中拯救出來。之後，他又持續在地中海東部和北非區域同土耳其人征戰。當他卽將可以迎娶美麗的拜占庭女繼承人時，卻不幸身亡。
1453年，拜占庭帝國被鄂圖曼帝國滅亡，這對基督教歐洲來說是個沈重打擊。因此當馬杜尼在寫這部小說時，他可能按照自己的意願，卽他所希望的那樣改寫了歷史，這在某種程度上使此書成為了當代架空歷史小說的前身。

## 電影改編
2006年上映的西班牙電影《戰國英雄》改編自這部小說，電影劇情主要依照小說的後半部份，卽當蒂朗到達君士坦丁堡以後的故事。

## 外部連結
- 豆瓣上簡體中文譯本《騎士蒂朗 （页面存档备份，存于）》的資料 （简体中文）
- The text in Valencian according to Martí de Riquer's edition. (華倫西亞語和加泰隆尼亞語非常相近)
- Tirant lo Blanch, online edition （页面存档备份，存于） (full text in a Web page, in Valencian)
- The White Knight: Tirant lo Blanc - 古腾堡计划 edited and translated into English by Robert S. Rudder
- Tirant lo Blanc: An Analysis of its Transitional Styles by Suzanne S. Hintz
- Tirant lo Blanc,Wikisource （页面存档备份，存于）
- In the opinion of some experts Tirant is different from similar works see "Origenes de la novela..." By Marcelino Mendendez y Pelayo, Adolfo Bonilla y San Martin （页面存档备份，存于）
- El ingenioso Hidalgo Don Quijote de la Mancha By Miguel de Cervantes Saavedra （页面存档备份，存于）
- Tirant Lo Blanch: A Study of Its Authorship, Principal Sources and historical setting" by Joseph A. Vaeth (1918) （页面存档备份，存于）